# André Quispe
André Renato Quispe Fajardo (ur. 1 października 1990) – chilijski zapaśnik walczący w stylu wolnym. Zajął 30. miejsce na mistrzostwach świata w 2014 roku. 
Szósty na igrzyskach panamerykańskich w 2011 i dziewiąty w 2023. Piąte miejsce na mistrzostwach panamerykańskich w 2013. Wicemistrz igrzysk Ameryki Południowej w 2014 i mistrzostw Ameryki Południowej w 2011, 2013, 2014 i 2015. Siódmy na igrzyskach boliwaryjskich w 2022 roku.